# Curtis Kelly
Curtis Kelly, né le 11 avril 1988, à New York, dans l'État de New York, est un joueur américain de basket-ball. Il évolue au poste de pivot.